# Branch Avenue
Branch Avenue è una stazione della metropolitana di Washington, capolinea meridionale della linea verde. Si trova a Suitland, in Maryland
È stata inaugurata il 13 gennaio 2001, contestualmente all'apertura del tratto oltre la stazione di Anacostia.
La stazione è dotata di un parcheggio da oltre 2000 posti, ed è servita da autobus dei sistemi Metrobus (anch'esso gestito dalla WMATA) e TheBus.